# Wilkizki-Insel (Ostsibirische See)
Die Wilkizki-Insel (russisch Остров Вильки́цкого, Ostrow Wilkizkowo) ist eine kleine, unbewohnte Insel in der Ostsibirischen See, einem Teilmeer des Arktischen Ozeans. Sie gehört geographisch zur Gruppe der De-Long-Inseln, einem Teil der Neusibirischen Inseln, administrativ zur russischen Republik Sacha (Jakutien).

## Geographie
Die Wilkizki-Insel liegt etwa 560 Kilometer nördlich der Nordküste Sibiriens, 88 Kilometer nordöstlich der Insel Neusibirien sowie 40 km südlich der Schochow-Insel. Mit einer Landfläche von nur 1,5 km² stellt sie die kleinste der De-Long-Inseln dar. Die bis zu 70 Meter hohe Insel ist nicht vergletschert, ihre Oberfläche ist von Tundra mit niedrigwachsenden Gräsern, Moosen und Flechten geprägt.

## Geschichte
Im Gegensatz zu den anderen De-Long-Inseln Bennett, Henrietta und Jeannette (entdeckt 1881) wurde diese Insel erst am 20. August 1913 von der russischen Hydrographischen Expedition des Nördlichen Eismeers von Alexei Schochow (1885–1915) entdeckt. Sie ist nach Andrei Wilkizki benannt, dem Vater des Expeditionsleiters Boris Wilkizki.